# Benjamin Farjeon

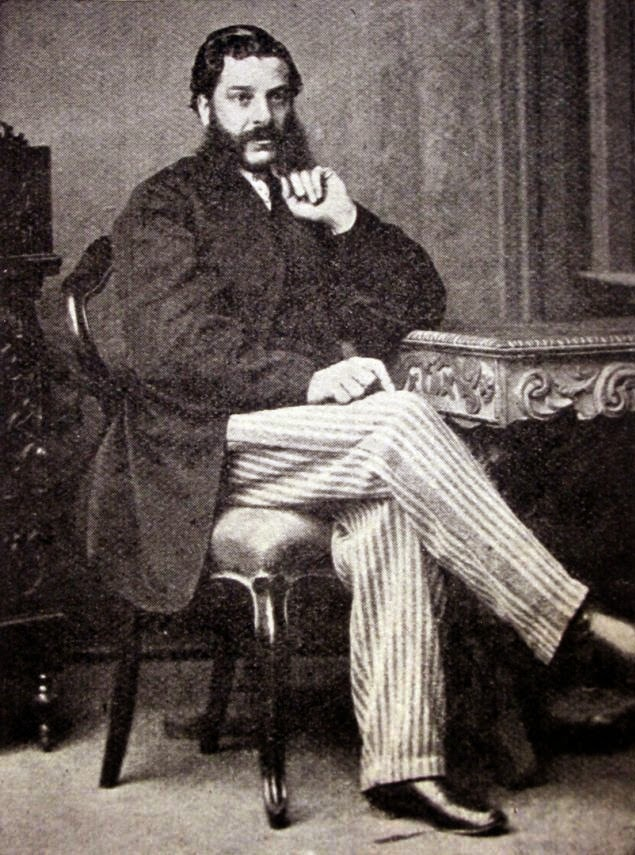
Benjamin Farjeon (vor 1903)

Benjamin Leopold Farjeon (* 12. Mai 1838 in London; † 23. Juli 1903 in Hampstead) war ein englischer Journalist und Schriftsteller.

## Leben und Wirken
Benjamin Farjeon war ein Sohn (er hatte noch vier Geschwister) des Altkleiderhändlers Jacon Farjeon († 1865) und dessen Ehefrau Dina Levy. Seine Familie waren orthodoxe Juden und er wuchs in Whitechapel (East End) auf.
Mit 14 Jahren kam Farjeon 1852 als Lehrling in die Druckerei der christlich ausgerichteten Zeitschrift „Nonconformist“, um eine Lehre als Drucker zu absolvieren. Zwei Jahre später brach Farjeon mit seiner Familie und wanderte nach Australien aus. Während seiner Überfahrt schrieb er einige Artikel für die bordeigene Zeitung „Ocean Record“ und konnte sich auf diese Weise eine eigene Kabine verdienen; aus finanziellen Gründen konnte er sich nur ein Bett im Zwischendeck leisten.
In Victoria arbeitete Farjeon einige Zeit als Goldsucher (→Australischer Goldrausch) und gründete auch eine eigene Zeitung. Bereits nach kurzer Zeit musste er seine Redaktion schließen und 1861 ging er nach Neuseeland. Er ließ sich in Dunedin nieder und arbeitete dort als Journalist für Julius Vogel und dessen „Otago Daily Times“. Später avancierte er dort zum Redaktionsleiter und stellvertretenden Herausgeber. Während dieser Zeit begann Farjeon neben seinen journalistischen Arbeiten auch eigene literarische Werke zu veröffentlichen. 
1868 kehrte Farjeon nach England zurück und ließ sich in der Nähe des Adelphi Theatre (West End) nieder. Dort lebte er bis zu seinem Lebensende und schrieb dabei nahezu jährlich zwei Romane. Die meisten seiner Werke wurde vom australischen Künstler Nicolas Chevalier (1828–1902) illustriert. Am 6. Juni 1877 heiratete Farjeon Margaret Jane, die Tochter des US-amerikanischen Schauspielers Joseph Jefferson (1829–1905) und hatte mit ihr fünf Kinder; darunter Harry (1878–1948), Eleanor (1881–1965), Joseph Jefferson (1883–1955) und Herbert (1887–1945).

## Werke (Auswahl)
- The nine of hearts. London 1885.
  - deutsch: Die Herz-Neune. Engelhorn, Stuttgart 1888.
- Der Nachtwandler. Kriminal-Novelle. Roman-Verlag, Leipzig 1901.
- Great Porter Square. London 1883.
  - deutsch: Zu fein gesponnen. Engelhorn, Stuttgart 1885 (2 Bde.)
- The duchess of Rosemary Lane. London 1876.
- The house of white shadows. London 1884.
- The tragedy of Featherstone. London 1887.
- Devlin the barber. London 1888.
- In Australian Wilds, in: In Australian wilds: and other colonial tales and sketches. Hutchinson & Co., London 1889.
  - deutsch: Das Grab am Murray River, 2015, in: Digger: Wie sich Gefangeneninspektor Stoneman sein Frühstück verdiente ... und andere australische Klassiker. Balladine Publishing, Hamburg 2017, ISBN 978-3-945035-12-2.
- The mystery of Mr. Felix. London 1890.
- Aaron the jew. London 1894.[1]